# Zeromastax selenesii
Zeromastax selenesii is een rechtvleugelig insect uit de familie Eumastacidae. De wetenschappelijke naam van deze soort is voor het eerst geldig gepubliceerd in 2007 door Porras.